# Sikorsky VS-300

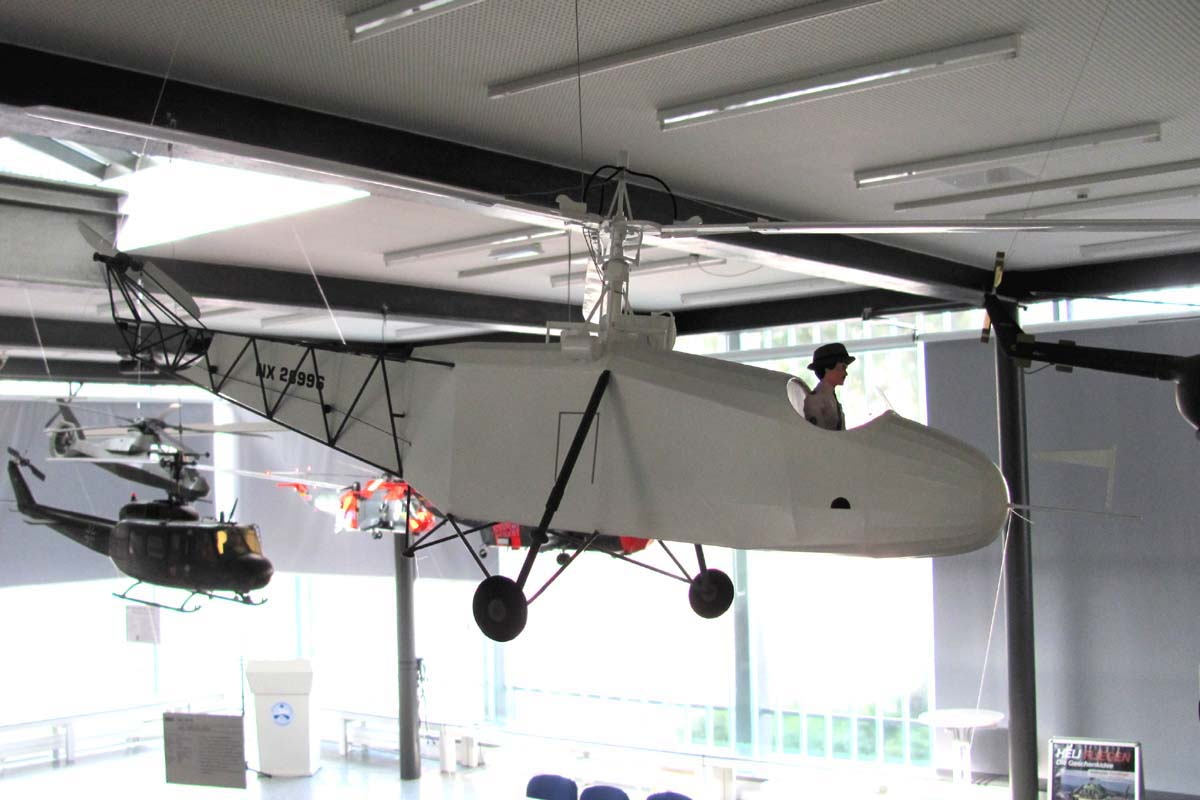
Vought-Sikorsky VS-300 als Modell im Maßstab 1 : 11 im Hubschraubermuseum Bückeburg

Der Sikorsky VS-300, gebaut von Igor I. Sikorski, war der erste für praktische Zwecke einsetzbare Hubschrauber in den USA.

## Beschreibung
Der VS-300 (Vought-Sikorsky 300) verfügte über einen dreiblättrigen Hauptrotor, der von einem 55-kW-Motor angetrieben wurde. Der Heckrotor diente zum Ausgleich des vom Hauptrotor erzeugten Drehmoments und war über ein Umlenkgetriebe mechanisch mit dem Hauptrotor gekoppelt. Den Rumpf bildete eine unverkleidete Stahlgitterkonstruktion, erst für die längeren Flugversuche beim letzten Modell wurde diese mit einer aerodynamisch geformten Blechverkleidung versehen.
Der Erstflug erfolgte am 14. September 1939, allerdings noch mit Kabelverbindung zum Boden, der erste Freiflug fand dann am 13. Mai 1940 statt. Nur ein Jahr später, am 6. Mai 1941, stellte Sikorsky mit dem VS-300 einen neuen Dauerflug-Rekord von einer Stunde, 32 Minuten und 26 Sekunden auf. In der folgenden Zeit bis zum 8. Dezember 1941 wurde der Hubschrauber vielen technischen Veränderungen unterzogen. Die endgültige Version des VS-300 flog insgesamt 102 Stunden, 35 Minuten und 51 Sekunden, bis sie dem Edison Institute, heute The Henry Ford, in Dearborn (Michigan) übergeben wurde.
Der VS-300 diente als Vorbild für den in Serie hergestellten VS-316 (R-4). Er demonstrierte weiterhin die Vorteile der Heckrotor-Konfiguration, die bis heute bei der weit überwiegenden Anzahl von Hubschraubern zum Einsatz kommt.